# Serrat del Carreter
El Serrat del Carreter és una muntanya de 876 metres que es troba al municipi d'Àger, a la comarca catalana de la Noguera.